# IXe siècle en science
VIIIe siècle en science - IXe siècle - Xe siècle en science
Chronologie de la science
Cet article concerne les événements concernant les sciences et les techniques qui se sont déroulés durant le IXe siècle :

## Événements

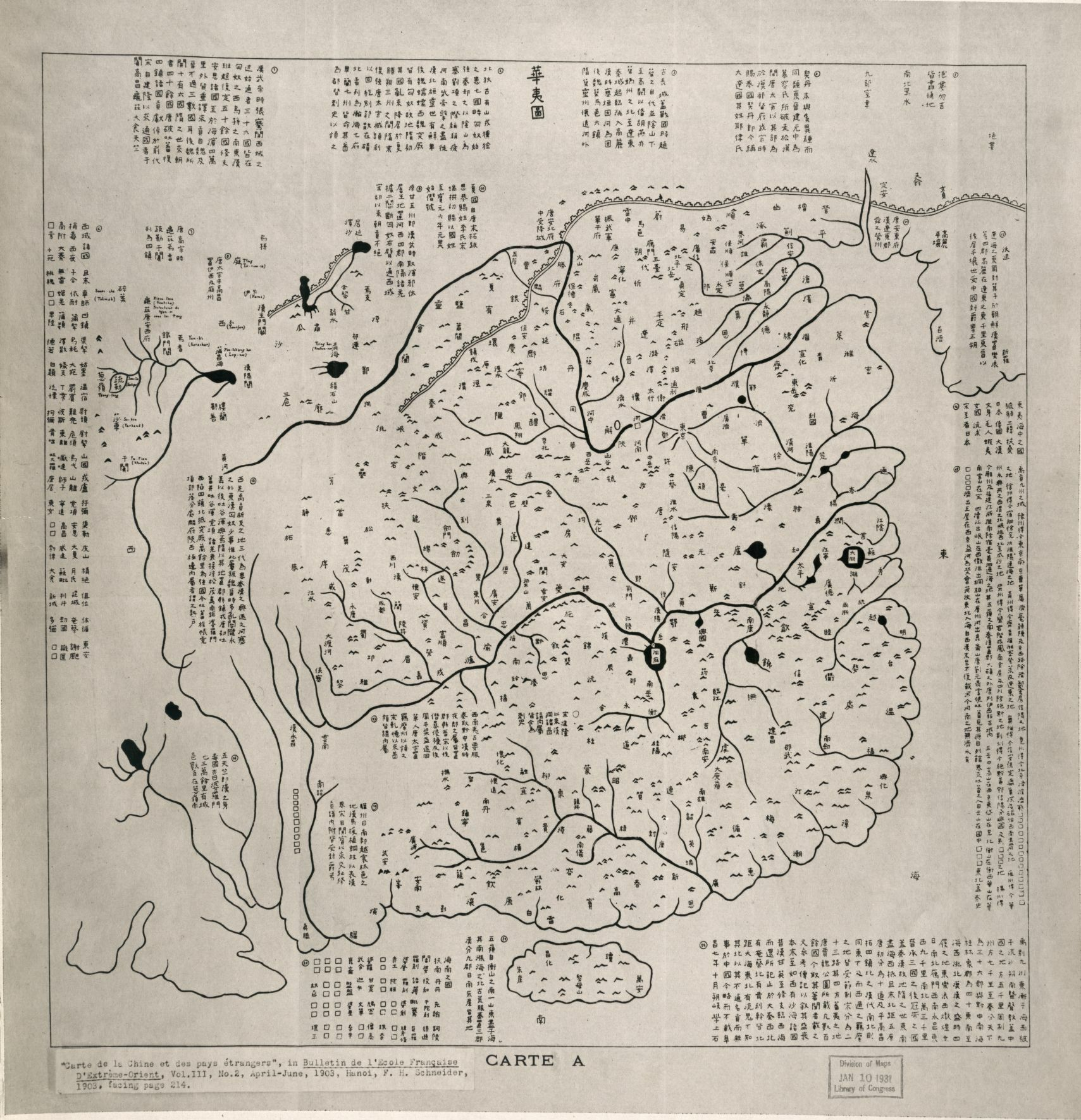
Copie du Huayi tu, une carte de la Chine du XIIe siècle qui pourrait avoir été inspirée par la carte de Jia Dan.

- 801 : le géographe Jia Dan (en) termine une carte de la Chine intitulée Hainei Hua Yi tu (Carte des peuples chinois et barbares vivant à l'intérieur des quatre mers) d'environ 9 mètres de long et 10 mètres de haut, réalisée de 785 à 801[1].
- Vers 800 : l’étrier, déjà connu des Huns, apparaît en Occident[2].
- Vers 820 : premiers signes de la pratique de l'émondage en Bretagne[3].
- 822-852 : l’émir de Cordoue Abd al-Rahman II, passionné d’astronomie, s’entoure de savants astrologues et astronomes[4].
- 829 : un observatoire est créé à Bagdad. Vers 827, les astronomes arabes Ali Ibn Isa et Chalid ben Abdulmelik mesurent la circonférence de la Terre[5].
- 832 : fondation à Bagdad d'une université avec bibliothèque et maison de la sagesse (Bayt al-Hikma) par le calife Al-Mamun[6].
- Vers 840 : Léon le Mathématicien invente un télégraphe optique reliant la frontière du Taurus à la capitale et capable de renseigner en une heure sur les mouvements de troupe de l’ennemi[7].
- Vers 850 : une école de médecine est fondée à Salerne[8].

- 863 : le César byzantin Bardas ouvre à la Magnaure un enseignement supérieur public avec quatre chaires (grammaire, géométrie, astronomie, philosophie) dirigées par Léon le Philosophe[9].
- 868 : en Chine, impression en xylographie du plus vieux livre imprimé conservé, le Sūtra du Diamant[10].

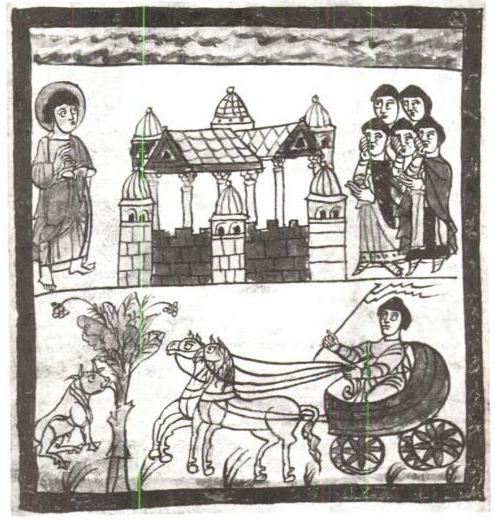
Première représentation du collier d’épaule

- Vers 880 : première représentation du collier d’épaule dans l’apocalypse de Trèves[11].

- Vers 890 :

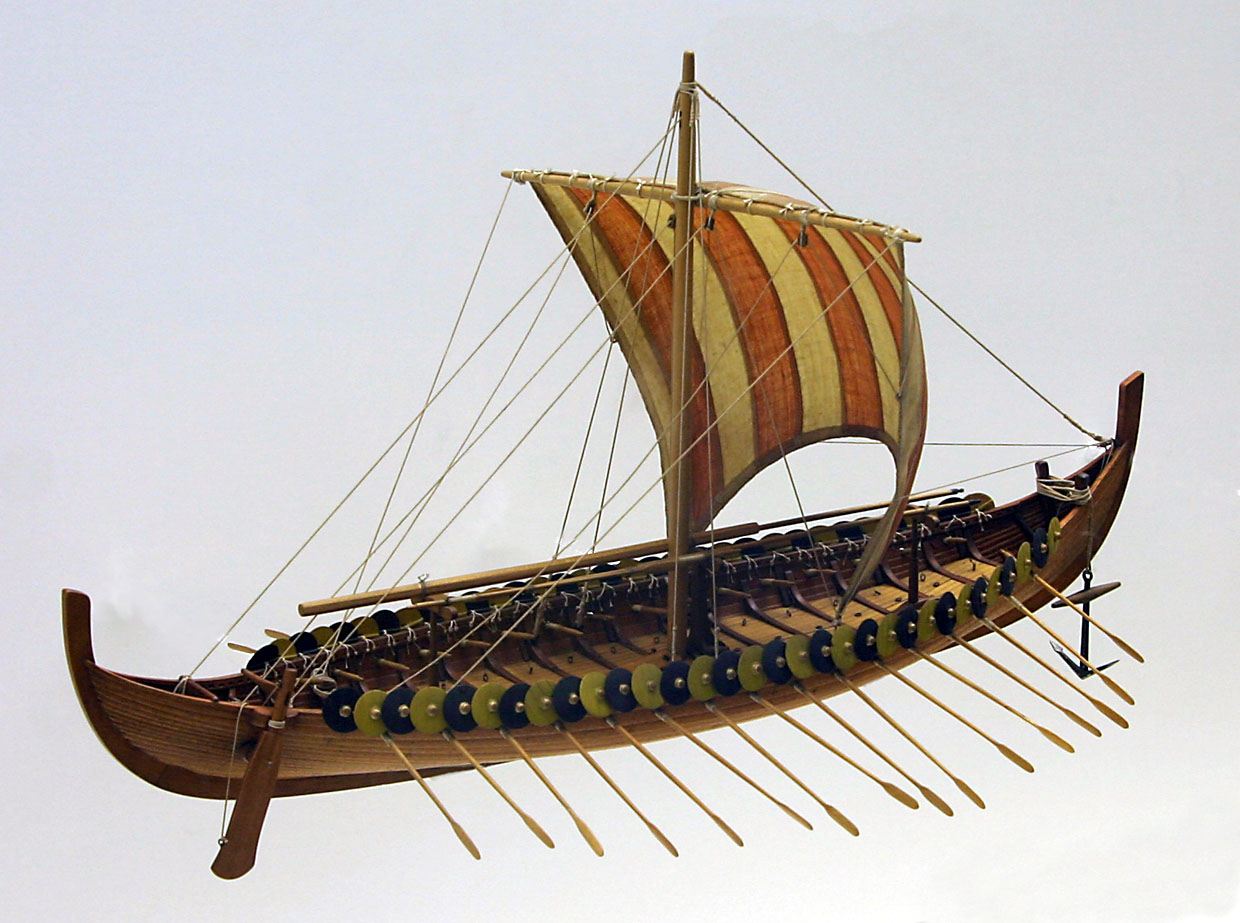
modèle réduit du Bateau de Gokstad.

  - construction du bateau de Gokstad[12].
  - le savant arabe al Razi traite de la rougeole, de la petite vérole et d'autres maladies épidémiques[13].

## Publications
- Vers 813-833 : l'Oneirokritikon (la clé des songes) d’Achmet, ouvrage d’interprétation des rêves, est peut-être publié sous le règne du calife Al-Ma’mūn[14].
- Vers 825 :
  - le mathématicien, astronome et géographe arabe Al-Khawarizmi publie Abrégé du calcul par la restauration et la comparaison un traité sur le calcul indien dans lequel il utilise pour la première fois en mathématiques l'expression «al-jabr» (de «jabara», réduire), qui donnera le mot «algèbre» en français[15]. Il produit un atlas de la terre et du ciel achevé en 833(Kitab Surat al-Ard, Géographie)[16].
  - le moine irlandais Dicuil écrit Liber de mensura orbi terra[17]. Il mentionne les Féroé (« îles des moutons ») et une île qu’il nomme Thulé et qui serait l’Islande. Il indique dans les deux lieux la présence d’anachorètes irlandais. Ceux-ci, appelés Papar par les premiers colons scandinaves, partiront à l’arrivée des païens.
- Vers 826-828 : traduction en arabe de l’Almageste, grand traité d’astronomie de Ptolémée[4].
- Vers 830 : Al-Khawarizmi publie le Zij al-Sindhind, une compilation des tables astronomiques, en Iran[18].
- Vers 840 :
  - Walafrid Strabon écrit le Liber De Cultura Hortorum un traité en vers sur 23 plantes médicinales de l'île de Reichenau sur le lac de Constance[19].
  - le Livre des Animaux (Kitāb al-hayawān) de l'écrivain arabe Al-Jahiz, qui évoque l'évolution des espèces et enseigne l'unité de la nature[20].
- Vers 850 :
  - Relation de la Chine et de l’Inde, ouvrage anonyme de géographie relatant des voyages, rédigée en 851 et longtemps attribué à un certain marchand Soleiman[21],[22].
  - publication du Kitab al-Hiyal (Livres des artifices), premier traité de mécanique rédigé en arabe[23].
  - « Descriptio civitatum et regionum ad septentrionalem plagam Danubii  », « La description des castra au nord du Danube » du géographe bavarois, décrit brièvement la géographie et la répartition des peuples polanes[24].
  - Épitre sur les épées du philosophe arabo-islamique al-Kindi[25].
- Vers 860 : 
  - des œuvres de Galien et d'Hippocrate sont traduites en arabe par Hunayn ibn Ishaq.
  - Ibn Qutaybah écrit un abrégé de la science arabe[26].
- 879-886 : rédaction de l'Epanagoge, code de loi de Basile Ier[27].
- Vers 880 : Qusta ibn Luqa traduit en arabe Les Arithmétiques de Diophante d'Alexandrie sous le titre de L'art de l'algèbre.
- Vers 890 : les œuvres d'Archimède sont traduites en arabe par l’astronome, mathématicien Thābit ibn Qurra (836-901).
- Vers 900 : Abu Kamil, mathématicien égyptien élève d'Al-Khwârizmî,  surnommé Al-Hasib Al Misri (le calculateur égyptien) publie un Traité d'algèbre dans lequel il traite trente-huit équation diophantienne du second degré.

- La Géographie de Ptolémée est adaptée en arabe par Al-Khwârizmî.